# Llista de campiones de la Copa del Món d'esquí alpí femenina
Campiones de la Copa del Món d'esquí alpí femenines.

## Palmarès
- 1967 - Nancy Greene
- 1968 - Nancy Greene
- 1969 - Gertrude Gabl
- 1970 - Michèle Jacot
- 1971 - Annemarie Moser-Pröll
- 1972 - Annemarie Moser-Pröll
- 1973 - Annemarie Moser-Pröll
- 1974 - Annemarie Moser-Pröll
- 1975 - Annemarie Moser-Pröll
- 1976 - Rosi Mittermaier
- 1977 - Lise-Marie Morerod
- 1978 - Hanni Wenzel
- 1979 - Annemarie Moser-Pröll
- 1980 - Hanni Wenzel
- 1981 - Marie-Theres Nadig
- 1982 - Erika Hess
- 1983 - Tamara McKinney
- 1984 - Erika Hess
- 1985 - Michela Figini
- 1986 - Maria Walliser
- 1987 - Maria Walliser
- 1988 - Michela Figini
- 1989 - Vreni Schneider
- 1990 - Petra Kronberger
- 1991 - Petra Kronberger
- 1992 - Petra Kronberger
- 1993 - Anita Wachter
- 1994 - Vreni Schneider
- 1995 - Vreni Schneider
- 1996 - Katja Seizinger
- 1997 - Pernilla Wiberg
- 1998 - Katja Seizinger
- 1999 - Alexandra Meissnitzer
- 2000 - Renate Götschl
- 2001 - Janica Kostelić
- 2002 - Michaela Dorfmeister
- 2003 - Janica Kostelić
- 2004 - Anja Pärson
- 2005 - Anja Pärson
- 2006 - Janica Kostelić
- 2007 - Marlies Schild
- 2008 - Lindsey Vonn
- 2009 - Lindsey Vonn
- 2010 - Lindsey Vonn
- 2011 - Maria Hoefl-Riesch
- 2012 - Lindsey Vonn
- 2013 - Tina Maze
- 2014 - Anna Fenninger
- 2015 - Anna Fenninger
- 2016 - Lara Gut
- 2017 - Mikaela Shiffrin
- 2018 - Mikaela Shiffrin
- 2019 - Mikaela Shiffrin
- 2020 - Federica Brignone
- 2021 - Petra Vlhova
- 2022 - Mikaela Shiffrin

## Esquiadores amb més victòries
- 81 victòries - Lindsey Vonn
- 74 victòries - Mikaela Shiffrin
- 62 victòries - Annemarie Moser-Pröll
- 55 victòries - Vreni Schneider
- 46 victòries - Renate Götschl
- 42 victòries - Anja Pärson
- 37 victòries - Marlies Schild
- 36 victòries - Katja Seizinger
- 33 victòries - Hanni Wenzel
- 31 victòries - Erika Hess
- 30 victòries - Janica Kostelić
- 27 victòries - Maria Hoefl-Riesch
- 26 victòries - Michela Figini  / Tina Maze
- 25 victòries - Maria Walliser  / Michaela Dorfmeister
- 24 victòries - Pernilla Wiberg  / Marie-Therese Nadig  / Lise-Marie Morerod
- 22 victòries - Carole Merle
- 20 victòries - Hilde Gerg
- 18 victòries - Anita Wachter  / Tamara McKinney
- 16 victòries - Deborah Compagnoni  / Petra Kronberger
- 15 victòries - Isolde Kostner  / Sonja Nef  / Perrine Pelen
- 14 victòries - Anna Fenninger  / Alexandra Meissnitzer  / Martina Ertl-Renz
- 13 victòries - Nancy Greene
- 12 victòries - Lara Gut  / Nicole Hosp
- 11 victòries - Tanja Poutiainen  / Irene Epple
- 10 victòries - Viktoria Rebensburg  / Rosi Mittermaier  / Monika Kaserer  / Michelle Jacot  / Françoise Macchi
- 9 victòries - Kathrin Zettel
- 8 victòries - Tessa Worley
- 7 victòries - Elisabeth Goergl  / Julia Mancuso